# Từ điện trở khổng lồ
Hiệu ứng từ điện trở khổng lồ (tiếng Anh: Giant magnetoresistance, viết tắt là GMR) là sự thay đổi lớn của điện trở ở các vật liệu từ dưới tác dụng của từ trường ngoài. Tên gọi gốc tiếng Anh của GMR là "Giant magnetoresistance", dịch sang tiếng Việt còn chưa thống nhất (giữa từ "lớn" hay "khổng lồ") do việc so sánh với tên gọi một hiệu ứng từ điện trở khác có tên tiếng Anh là "Colossal magnetoresistance" (Từ "Colossal" có nghĩa còn lớn hơn với "Giant"). Vì thế, những nhà nghiên cứu khoa học vật liệu, vật lý chất rắn ở Việt Nam gọi tắt chung hiệu ứng này là GMR. 

Kết quả về hiệu ứng từ điện trở khổng lồ trong các siêu mạng Fe/Cr phát hiện bởi nhóm của Albert Fert

Độ lớn của GMR được thể hiện qua tỉ số từ điện trở:
{\displaystyle MR(\%)={\frac {\rho (H)-\rho (0)}{\rho (0)}}={\frac {R(H)-R(0)}{R(0)}}}

## Lịch sử của GMR
GMR là một hiệu ứng từ điện trở nhưng là một hiệu ứng lượng tử khác với hiệu ứng từ điện trở thông thường được nghiên cứu từ cuối thế kỷ 19. Hiệu ứng này lần đầu tiên được phát hiện vào năm 1988.
Nhóm nghiên cứu của Albert Fert ở Đại học Paris-11 trên các siêu mạng Fe(001)/Cr(001) cho tỉ số từ trở tới vài chục %.
Nhóm nghiên cứu của Peter Grünberg ở Trung tâm Nghiên cứu Jülich (Đức) phát hiện ứng này trên màng mỏng kiểu "bánh kẹp" (sandwich) 3 lớp Fe(12 nm/Cr(1 nm)/Fe(12 nm) chế tạo bằng phương pháp epitaxy chùm phân tử trên đế GaAs. Hai tác giả này đã nhận giải thưởng Nobel Vật lý năm 2007 cho phát minh này.
Đây là hai nhóm độc lập nghiên cứu và phát hiện ra hiệu ứng GMR trên các màng đa lớp có các lớp sắt từ bị phân cách bởi lớp phản sắt từ hoặc phi từ, đồng thời đưa ra các giả thiết để giải thích hiệu ứng này.
Năm 1992, nhóm của A. E. Berkowitz (Đại học California, San Diego, Mỹ) phát hiện ra hiệu ứng GMR trên các màng hợp kim dị thể Co-Cu với cấu trúc là các hạt Co siêu thuận từ trên nền Cu có tỉ số từ trở đạt tới hơn 20%.
Các nghiên cứu về sau tiếp tục phát triển và lý giải hiệu ứng này, và tính từ "khổng lồ" không còn được hiểu theo nghĩa độ lớn của hiệu ứng từ điện trở nữa, mà hiểu theo cơ chế tạo nên hiệu ứng: đó là cơ chế tán xạ phụ thuộc spin của điện tử.

## Cơ chế của hiệu ứng GMR
Điện trở của các chất rắn được tạo ra do sự tán xạ của điện tử, và có các đóng góp cho sự tán xạ này gồm: 

Mô hình hai dòng của Mott để giải thích hiệu ứng GMR

- Tán xạ trên mạng tinh thể do dao động mạng tinh thể gọi là tán xạ trên phonon.
- Tán xạ trên spin của các phần tử mang từ tính, gọi là tán xạ trên magnon.
- Tán xạ trên sai hỏng mạng tinh thể (defect).
- Gần đây còn có các nghiên cứu chỉ ra sự tán xạ của điện tử trên các polaron từ để giải thích hiệu ứng CMR.

Như vậy, hiệu ứng GMR có được là do sự tán xạ của điện tử trên magnon. Khi có các phần tử mang từ tính (ví dụ các lớp sắt từ trong các màng đa lớp hay các hạt siêu thuận từ trong các màng hợp kim dị thể) có sự định hướng khác nhau về mômen từ (do tác động của từ trường ngoài), sẽ dẫn đến sự thay đổi về tính chất tán xạ của điện tử và do đó sẽ làm thay đổi điện trở của chất rắn. Một cách chính xác hơn, hiệu ứng GMR trong các màng đa lớp được giải thích bằng mô hình hai dòng điện của Mott (đề ra từ năm 1936).
- Mô hình hai dòng

Là khái niệm được đề xuất năm 1935 bởi Mott để giải thích các tính chất bất thường của điện trở trong các kim loại sắt từ. Mott cho rằng ở nhiệt độ đủ thấp sao cho tán xạ trên magnon đủ nhỏ thì các dòng chuyển dời điện tử chiếm đa số (có spin song song với từ độ) và thiểu số (có spin đối song song với từ độ) sẽ không bị pha trộn trong quá trình tán xạ. Sự dẫn điện có thể coi là tổng hợp của hai dòng độc lập và không cân bằng của hai loại spin có chiều khác nhau.
Các lớp phản sắt từ (ví dụ Cr) hay phi từ (ví dụ Cu) đóng vai trò ngăn cách giữa các lớp sắt từ, khiến cho mômen từ của các lớp sắt từ phải có sự định hướng khác nhau sao cho có sự cân bằng về từ độ. Sự tác động của từ trường ngoài dẫn đến việc thay đổi sự định hướng của mômen từ ở mỗi lớp, dẫn đến sự thay đổi về dòng dẫn của các spin phân cực, và dẫn đến sự thay đổi về điện trở suất.

## Ứng dụng của hiệu ứng GMR
- Kể từ năm 1992, hiệu ứng GMR bắt đầu được ứng dụng trong các đầu đọc dữ liệu của ổ đĩa cứng máy tính thay cho các đầu đọc sử dụng hiệu ứng từ điện trở dị hướng cũ, làm tăng tốc độ đọc ghi thông tin. Người ta sử dụng các màng mỏng spin valve để cho các ứng dụng này. Một ưu điểm khiến chúng dễ dàng thay thế là khả năng chống nhiễu và chống ồn rất cao.
- Ứng dụng trong việc chế tạo các cảm biến từ trường nhạy, các cảm biến đo gia tốc...
- Một ứng dụng lớn nhất mở ra từ hiệu ứng này là việc phát triển các linh kiện spintronics, các linh kiện điện tử thế hệ mới hoạt động dựa trên việc điều khiển dòng spin của điện tử. Hiệu ứng từ điện trở khổng lồ, từ điện trở chui hầm là hai trụ cột của spintronics.